# Wierzbno (Warszawa)

Wierzbno na mapie Mokotowa w Warszawie według MSI

Wierzbno – dawna wieś, obecnie obszar MSI w dzielnicy Mokotów w Warszawie.

## Położenie
Wierzbno jest położone w środkowo-zachodniej części dzielnicy Mokotów. Od wschodu graniczy z mokotowskim osiedlem Sielce, od południa z Ksawerowem, od zachodu z Wyględowem, a od północy ze Starym Mokotowem. Zgodnie z Miejskim Systemem Informacji obszar Wierzbna wyznaczają od północy ulice Racławicka oraz Dolna, od wschodu skarpa wiślana, od południa ul. Woronicza i od zachodu ul. Wołoska.

## Ważniejsze obiekty
- Park Dreszera
- Park Arkadia (północno-zachodnia część)
- Siedziba Polskiego Radia
- Kościół Matki Bożej Anielskiej
- Kościół św. Michała Archanioła

## Komunikacja
Na terenie Wierzbna znajdują się dwie stacje metra: Wierzbno oraz skrajne południowe wejścia do stacji Racławicka, znajdujące się między ulicą Racławicką a ulicą Odyńca (skrajne południowe wejścia do stacji Wierzbno znajdują się już na Ksawerowie). Kursują również autobusy i tramwaje (linia tramwajowa wzdłuż ul. Puławskiej i ul. Woronicza).
Dawniej na terenie obecnego Wierzbna znajdowały się również:
- Dworzec autobusowy PKS Mokotów przy ul. Ursynowskiej (zlikwidowany pod koniec lat 90.),
- Pętla trolejbusowa wzdłuż ulic Odyńca, Krasickiego oraz Ursynowskiej (zlikwidowana 1 sierpnia 1970),
- Grójecka Kolej Dojazdowa, stacje Odyńca/Mokotów oraz Wierzbno (Królikarnia) (zlikwidowane w 1937 roku).